# Sonata para violín n.º 23 (Mozart)
La Sonata para violín n.º 23 en re mayor, K. 306/300l, fue compuesta por Wolfgang Amadeus Mozart en el verano de 1778 en París, siendo publicada por primera vez ese mismo año como parte del Opus 1 de Mozart. La obra fue dedicada a la princesa María Isabel, Electora del Palatinado, razón por la cual las sonatas que componen el Opus 1 se conocen como Sonatas Palatinas. Su interpretación suele durar unos veinticinco minutos.

## Estructura
Consta de tres movimientos:
1. Allegro con spirito
2. Andante cantabile
3. Allegretto